# لوچانا پالوتزی
لوچانا پالوتزی (ایتالیایی: Luciana Paluzzi؛ زادهٔ ۱۰ ژوئن ۱۹۳۷) بازیگر اهل ایتالیا است. وی بین سال‌های ۱۹۵۳ تا ۱۹۷۸ میلادی فعالیت می‌کرد.
از کارهای معروف او می‌توان به بازی در فیلم زنان سیری‌ناپذیر، مرگ جنسیت ندارد، پرستار، ارتباط ایتالیایی، گلوله آتشین، ۹۹ زن، ضیافت تراژیک، دلدادگی و تعقیب مرگبار اشاره کرد.